# Euphrasia crassiuscula
Euphrasia crassiuscula là loài thực vật có hoa thuộc họ Cỏ chổi. Loài này được Gand. mô tả khoa học đầu tiên năm 1919.